# Rodrigo Íñigo
Rodrigo Íñigo del Hoyo (ur. 29 sierpnia 1985 w mieście Meksyk) – meksykański piłkarz pochodzenia hiszpańskiego występujący na pozycji środkowego obrońcy.